# Elizabeth Magie Phillips
Elizabeth Magie Phillips (ur. 9 maja 1866 w Macomb, Illinois, USA, zm. 2 marca 1948 w Hrabstwie Arlington, Wirginia) – amerykańska wynalazczyni, stenotypistka, sekretarka, poetka. Twórczyni gry planszowej The Landlord’s Game – poprzedniczki dzisiejszego Monopoly. 
Jej ojcem był James Magie, wydawca prasy, współwłaściciel The Canton Register i abolicjonista, który towarzyszył Abrahamowi Lincolnowi w jego politycznych podróżach po Illinois. Na początku lat 80. XIX wieku pracowała jako stenotypistka. Pisała również opowiadania, poezję, była aktorką i inżynierką. Pracowała również w 1906 jako reporterka. 
Poza pracą zajęła się tworzeniem gry planszowej, która odzwierciedlała jej poglądy polityczne oparte na teoriach Henry'ego George'a. The Landlord’s Game miała początkowo dwa zestawy reguł: antymonopolistyczny, w którym wszyscy są nagradzani wraz ze wzrostem bogactwa, i monopolistyczny, gdzie celem jest indywidualne gromadzenie bogactwa i doprowadzenie do bankructwa przeciwników. Chciała w ten sposób wykazać moralną przewagę współpracy nad konkurencją. 5 stycznia 1904 Urząd Patentów i Znaków Towarowych Stanów Zjednoczonych przyznał jej patent nr 748626 na tę grę.
W 1906 przeniosła się do Chicago, gdzie wraz z ludźmi o podobnych poglądach założyła firmę Economic Game Co. do wydania gry.
W 1910 wyszła za mąż za Alberta Phillipsa. Wraz z mężem przeprowadzili się na wschodnie wybrzeże USA i w 1924 opatentowali zmienioną wersję gry, uzyskując patent nr 1509312. Ponieważ oryginalny patent wygasł w 1921, jest to postrzegane jako próba odzyskania kontroli nad grą, która stawała się popularna wśród studentów.
W 1932 firma Parker Brothers wydająca Monopoly odkupiła jej patenty za 500 dolarów.
Jej wkład w stworzenie Monopoly został odkryty przez przypadek, gdy w 1973 profesor ekonomii Ralph Anspach rozpoczął wieloletnią batalię sądową z Parker Brothers w związku ze stworzeniem przez niego gry Anty Monopoly. W trakcie procesu odnalazł patenty Magie
Na początku XX wieku opatentowała również urządzenie ułatwiające przesuw papieru w maszynie do pisania.